# LPWAN
LPWAN (ang. low-power wide-area network, pol. sieć rozległa małej mocy) – rodzaj bezprzewodowej rozległej sieci telekomunikacyjnej (ang. WWAN, wireless wide area network) stworzonej w celu umożliwienia komunikacji na duże odległości przy niskiej przepływności i niskim poborze energii. Przykładową klasą urządzeń w takiej sieci są czujniki zasilane bateryjnie. Niska moc, mała przepływność oraz, przede wszystkim, planowane zastosowania sieci odróżniają sieci LPWAN od typowych bezprzewodowych sieci WAN (sieci komórkowych), które są przeznaczone, projektowane i optymalizowane do komunikacji między ludźmi – w tym do przenoszenia większej ilości danych przy użyciu większej mocy. Typowe przepływności systememów wahają się między 0,3 kb/s a 1 Mb/s na kanał.
Do najpopularniejszych standardów LPWAN należą:
- LoRaWAN lub LoRA (ang. long range), działa w paśmie publicznym 868 MHz[5], przepływność: 0,3 kb/s - 50 kb/s[1]
- Sigfox działa w paśmie publicznym 868 MHz[6], przepływność: 100 kb/s - 600 kb/s[1]
- NB-IoT (ang. narrowband IoT), działa w pasmach LTE (kilkanaście pasm od 450 MHz po 2100 MHz), przepływność: 32,4 kb/s - 66,7 kb/s[7]
- LTE-M działa w pasmach LTE (kilkanaście pasm od 450 MHz po 2100 MHz), przepływność: 200 kb/s - 1 Mb/s[7]